# خانیک (فردوس)
خانیک، روستایی از توابع بخش اسلامیه شهرستان فردوس در استان خراسان جنوبی است. این روستا در شمال شهر فردوس قرار دارد.
نام قبلی این روستا خانیک‌شاه بوده‌است

## موقعیت
خانیک، در مناطق کوهپایه‌ای بخش اسلامیه شهرستان فردوس و در فاصله ۳۰ کیلومتری شمال شهر فردوس قرار دارد. اهالی آن شیعه و با گویش تونی صحبت می‌کنند.

## جمعیت
این روستا، بر اساس سرشماری سال ۱۳۹۵، ۳۳۳ نفر جمعیت داشته که نسبت به سرشماری ۱۰ سال قبل (۳۴۳ نفر در سال ۱۳۸۵)، سالانه حدود ۰٫۳ درصد کاهش داشته‌است.

## وجه تسمیه خانیک

نمایی از روستای جدید خانیک

نمایی از روستای جدید خانیک

خانی به معنی چشمه و حوض است. (فرهنگ معین)
«واژه خانی بمعنی چشمه و خانسار بمعنی چشمه سار، در متنهای تورفانی مانوی به‌صورت «خانیگ Xânخg» و «خانسار Xânsâ» بکار رفته‌است. در یکی از بخش‌های آثار مانوی ترفانی (زیر عنوان: پدر بزرگی و بهشت) این عبارت آمده‌است:
دارُگ، خانیگ اُد آبروُد پَد هُو واریندیسپ روز DârûXânخ ud âbrôd pad hô wârênd wخsp roz یعنی درخت، چشمه و گیاه به او (بوسیله او) به وجد آیند همه روز؛ و در عبارت دیگری از همین سرودهای ترفانی (زیر عنوان: اهریمن و دوزخ) واژه خانسار آمده‌است:
زَهرین خانسارِ ازدمند اژ هو zahrên Xânsâr isdamênd az hô
یعنی زهر گین چشمه سار (چشمه سار زهرآگین) بیرون دمند از او (از آن بیرون می‌جهند) و نیز در منظومه درخت آسوریک (که آنهم از آثار منسوب به مانوی است) در یک بیت ضمن مناظره بُز با درخت خرما واژه خانیگ (که هم به صورت پارتی خانیگ و هم بگونه پهلوی جنوبی خانیک خوانده می‌شود) بکار رفته‌است. نکته‌ای که یادآوری آن بایسته‌است اینست که «گ» های انجامین پارتی در پهلوی ساسانی تبدیل به «ک» می‌شوند و در فارسی پس از اسلام می‌افتند و این تحول را در همین واژه می‌بینیم: خانیگ xânîg پارتی ـ خانیک xânîk پهلوی = خانی xânî فارسی امروزی».

## خانیک (خانیک شاه) در سال ۱۳۲۹

کشتزارها و باغ‌های روستای خانیک

در فرهنگ دهخدا، دربارهٔ خانیک این‌گونه آمده‌است: «این روستا با حدود ۴۵۰ نفر جمعیت (سال ۱۳۲۹ خ) از قدیمی‌ترین روستاهای منطقه می‌باشد که به دلیل واقع شدن در منطقهٔ کوهستانی دارای آب و هوایی مطبوع است.
شغل اصلی مردم روستا کشاورزی و دامپروری است. خانیک شاه دهی است از دهستان برون بخش حومه شهرستان فردوس واقع در ده هزار گزی خاور شوسه عمومی بجستان به فردوس. تأمین آب این دهکده از قنات و محصول آنجا غلات و پنبه و شغل اهالی زراعت و راه آنجا مالرو است. مزرعهٔ بکری بالا و پایین و گودر جزء آنست.

## تغییر نام خانیک شاه به خانیک
هیئت وزیران دولت موقت جمهوری اسلامی ایران در جلسه مورخ ۱۳۵۸٫۷٫۲۱ بنا به پیشنهاد شماره ۷۵۶۴٫۵۳٫۳۳۸۹ مورخ ۵۸٫۶٫۱۴ وزارت کشور و به‌استناد تبصره ۲ ماده ۲ قانون تقسیمات کشوری مصوب آبان ماه ۱۳۱۶ تصویب نمودند:
نام روستای خانیک شاه از توابع بخش مرکزی شهرستان فردوس استان خراسان به خانیک تغییر یابد.

## خانیک امروزی
بعد از انقلاب، پروژه ساختمانی شهید رجایی، در فاصلهٔ حدود یک کیلومتری روستای خانیک اجرا شده و با تکمیل آن چند سالی است که مردم روستا در آن ساکن شده‌اند و این پروژه و روستای قدیم در حکم یک مجموعه و تحت نام خانیک می‌باشد. بر اساس سرشماری سال ۱۳۸۵، تعداد ۲۴۸ نفر از اهالی خانیک در محدوده پروژه ساختمانی شهید رجایی و ۹۵ نفر در روستای قدیم ساکن بوده‌اند. همچنین همهٔ جمعیت زیر ۵۰ سال این روستا باسوادند و بیشترین جمعیت دانش‌آموزی را بین روستاهای دهستان برون دارد.
شغل اصلی مردم خانیک، کشاورزی و دامپروری و محصولات تولیدی اصلی آن شامل زعفران، گندم، جو، گردو، بادام، زردآلو و فراورده‌های لبنی است.

## آثار تاریخی
- آسیاب آبی پای تراز:

نمایی از روستای قدیم خانیک

آسیاب آبی پای تراز در وسط روستا و به اصطلاح محلی «پای تراز» قرار دارد. به گفتهٔ افراد مسن، این آسیاب از قدیمی‌ترین آسیاب‌های آبی منطقه بوده، به گونه‌ای که دیگر آسیاب‌های همجوار از جمله آسیاب روستای برون از این آسیاب الگوبرداری شده‌اند.
- قلعه خانیک

## محصولات

### شومینه سنتی
نمونه‌ای از هنر سنتی مردم خانیک (فردوس) ساخت شومینه با استفاده از گچ و گل است که در درون دیوار خانه‌ها تعبیه شده و برای گرم کردن و روشنایی از آن استفاده می‌کردند. این شومینه دیواری که در ساخت آن از ظرافت‌های هنری استفاده شده عمری بیش از یکصد سال دارد.

### چَرخوک‌کُنی
چَرخوک‌کُنی، چَرخوک نام وسیله‌ای است که برای جدا کردن پنبه‌دانه از پنبه استفاده می‌شود. زمانی که یک فرد قصد بافت پارچه داشته باشد به سایر زنان روستا اطلاع می‌دهد که قصد «چرخوک کنی» دارد. بعد از غروب آفتاب زنان و دختران هر کدام چرخ (چرخوک) خود را آورده و چرخ‌ها را دور تا دور در یک اتاق بزرگ قرار داده و شروع به کار می‌کنند.